# النهضة الإسلامية
النهضة الإسلامية مصطلح حديث نوعاً ما بدأ مع إرهاصات ما يعرف بالنهضة العربية التي كانت رداً على سياسات التتريك قبل وإبان سقوط الخلافة العثمانية ومع التأثر بماعرف بعصر النهضة في أوروبا. ولا يوجد حتى الآن تعريف جلي للنهضة الإسلامية فكلمة النهضة - دون ربطها بالإسلام مبدئياً - شغلت الأذهان منذ مطلع القرن العشرين ولا زالت بحسب مقالة  للدكتور جاسم سلطان. فهل نحن بحاجة إلى نهضة علمية وهنا يتم الخلط مع العلمانية، أم نهضة حضارية لإحياء الحضارة الإسلامية. ورغم المعنى المتبادر لغة وهو القيام من القعود، إلا أن السؤال حول المعنى لا يزال قائما، وخاصة حينما يحتدم الجدال والاخذ والرد عن مصاديق النهضة أو تحققها في أرض الواقع في هذا القطر أو ذاك، وهل هي نهضة عربية لاستعادة أمجاد الحضارة العربية أم إسلامية لاستعادة أمجاد الحضارة الإسلامية.
ويزداد الامر تعقيدا عند استخدام مصطلحات مماثلة كالتنمية ومحاربة التخلف أو التقدم والتقدمية ومحاربة الرجعية أوأو التجديد الديني أو تحقيق مبدأ الاستخلاف. وازداد الجدال مؤخراً مع بلورة مصطلح ما يعرف بالفكر الإسلامي والمفكرين الإسلاميين الذين اهتم كثير منهم بما يشار له اليوم بالنهضة الإسلامية حيث بدؤوا بطرح مفاهيم النهضة متأثرين ولو قليلاً بالتصور الأوربي، لأن مفهوم النهضة أصلاً انطلق في الغرب كما في فكر مالك بن نبي أو مشروع النهضة للدكتور جاسم سلطان. ويأخذ الأمر منحى تنموياً وسياسياً عند تناوله مم بات يعرف بالتيارات الإسلامية أو تيارات الإسلام السياسي كمشروع النهضة الذي تقدم به حزب الحرية والعدالة الجناح السياسي للإخوان المسلمين في مصر أو استعمال الاسم كحزب النهضة في تونس أوغيره. لكن مايزال الوضع غير مبلور تماماً وفي حالة البحث عن الفكر النهضوي ومدى علاقة النهضة بالدين الإسلامي.

## عوامل النهوض الإسلامي
انتبه المسلمون إلى أنهم يعيشون في تأخر ثقافي وحضاري بعد هزيمة العثمانيين في الحرب العالمية الأولى فبدأت أفكار الحاجة إلى اليقظة والنهوض تظهر بتأثير عدة عوامل
1. العوامل الداخلية
  1. حركات الإصلاح الإسلامي
  2. الجمعيات والأحزاب السياسية ذات الطابع الإسلامي ومابات يعرف بالتيار الإسلامي أو الإسلاميين
  3. سياسة التتريك
2. العوامل الخارجية
  1. اطلاع المسلمين على الفكر الأوروبي في أواخر الحكم العثماني واتجاه بعض الخلفاء العثمانيين للتغريب
  2. الحملة الفرنسية على مصر وبلاد الشام وبعدها الاستعمار الفرنسي والبريطاني والإيطالي تنفيذاً لاتفاقية سايكس - بيكو
  3. إصلاحات محمد علي التي توصف بالتغريبية
  4. البعثات التبشيرية التي ساهمت في تنشيط الحركة التعليمية والثقافية

## نثر النهضة الحديثة
نظرة عامة  
1. وَصْل الحركة الجديدة بالأدب العباسي: خرج النّثر من عهد الانحطاط واهي القوى، مفكّك العُرى، يدور في حلقة ضيّقة من اللاشيء المعنويّ والفنيّ، ويزدهي بأنّه رافل في أردية فضفاضة من الزّخرفة والألاعيب اللّفظيّة الّتي لجأ إليها الكتّاب يسترون بها الضعف والجمود. وقد تكاثر الزّجل، وعمّ الّحن، فراح عمّال النّهضة يعالجون اللّغة والأساليب الكتابيّة، يريدون إرجاعها إلى سابق صفائها، وراحوا يعالجون الكتب الدّراسيّة، والصّحافة، وكلّ ما من شأنه أن يرتقي بالجيل الجديد. وراحوا يكتبون المقامات على مذهب الحريريّ، وينشؤون الرّسائل على مذهب الصّابي وابن العميد، وراحوا بعد ذلك يعالجون موضوعات النّقد والتّاريخ والعلم والاجتماع وما إلى ذلك.
2. مدارس النثر الحديث: وإنّ من استقرأ النّثر في العهد الحديث وجد ثلاث مدارس: مدرسة المحافظة الجامدة، ومدرسة التّجديد والتّجديد المُتطرّف، ومدرسة الاعتدال.

- أمّا المدرسة الأولى، ورافع لوائها الشيخ ناصيف اليازجيّ، فكان همّها بعث اللّغة العربيّة والحفاظ على الأسلوب القديم، وقد ناصرها الكثيرون ولا سيّما علماء اللّغة ومن يهمّهم الحرف قبل الروح، والظّاهر قبل الباطن، فكانت خطوتهم خطروة تقليد، تتوكأ على الأساليب العباسيّة، وتتعشّق الصّياغة والصّنعة، وتتغلب فيها فكرة التّركيب على الأدب.
- وأمّا مدرسة التّجديد فقد بدأت مع أحمد فارس الشدياق بعد أن ضرب في الآفاق، وتجوّل في البلاد الأوروبيّة وغيرها، وراح يكتب متوخيّاً المعاني الجديدة، والأسلوب السّهل الّذي يجري مع الطبع، وراح يعالج الصّحافة بأسلوبٍ حديثٍ وتتبُّعٍ وتحرٍّ للدّقةِ والحقيقة. وقد تبعه في مدرسته محرّرو الصّحف من مثل خليل الخوري صاحب حديقة الأخبار وسليم البستاني صاحب الجنان، وأديب إسحق، وأصحاب المقتطف والهلال، والمترجمون الّذين نقلوا آثار الغربيين أو اقتبسوا منهم الأساليب، وعملوا في ميدان المسرح والقصة كنجيب حدّاد، وسليم النقاش، وفرح انطون، إلّا أنّ تلك المدرسة التجديديّة ما عتّمت أن أخذت بمذهب التّطرّف والخروج التّام على أساليب العرب، وذلك لإغراق أصحابها في الأخذ بأساليب الغرب، ولا سيّما المهاجرون منهم الّذين عاشوا في غير بلادهم، ونشأوا على تطلّب المعاني والأساليب الغربية، وكان زعيمهم جبران خليل جبران. وقد نزعت مدرسة التّجديد نزعة التّحرّر من كلّ قيد، وراح كتّابها يعتمدون لوناً طريفاً في ترتيب الكلام وتبويبه، ويقصرون كتابتهم على المعاني ودقتها، وعلى الأساليب الفنيّة العالميّة، لا يتوخّون التّعبير إلّا بعبارةٍ سهلةٍ، خالية من الزّينة والسّجع وأنواع البديع، تجري مع الطبع ومع مُقْتضيات كلّ فنٍّ وكلّ حالٍ، ودخلت اللّغة صِيغاً جديدةً وطُرقاً جديدة لأداء معانٍ جديدة، وهكذا تغلّب الطّبع على التّطبّع، والفنّ على التفنّن، والجمال على التجميل والتّصنيع، ولولا التطرّف في هذا التّيار التجديديّ، ولولا الضّعف في صياغة التّعبير عن أصحابه، لكانت نتيجته أشهى ثماراً وأنضر أزهاراً.
- أمّا مدرسة الاعتدال فمن أركانها الشّيخ محمد عبده والشّيخ إبراهيم اليازجي وقد جمعا بين القديم والحديث. وكانت خطوتهما مركّزةٌ في أسلوبٍ صحيحٍ وتفكيرٍ قويم، في أسلوبٍ يدور على قطب الفكرة، ويواكب الفكرة ليعبّر عنها ويكون في خدمتها. والفكرة مستمدّة من علمٍ حديثٍ، وعقلٍ مطّلعٍ، وثقافةٍ واسعة النّطاق.

نزعات النّثر الحديث: نزع النّثر في هذا العهد نزعات مختلفة منها النّزعة الأدبيّة في التّرسل والقصص والأبحاث مع الشّيخين ناصيف اليازجي وابنه إبراهيم، ومع أحمد فارس الشدياق وجرجي زيدان وسليمان البستاني وأضرابهم، ومنها النّزعة الاجتماعيّة في إصلاح مفاسد المجتمع، وتحرير المرأة، وتعليم الأحداث، مع قاسم أمين وجبران خليل جبران، ومصطفى المنفلوطي، وولي الدين يكن وغيرهم، ومنها النّزعة السّياسيّة في تحرير البلاد ومعالجة القضايا الوطنيّة مع أمثال مصطفى كامل وسعد زغلول، ومنها النّزعة العلميّة مع يعقوب صروف ومَن حَذا حذوه.

## القصّة
1. شيوع القصّة في مطلع النّهضة: [3] شاعت القصّة الطويلة أو الرّواية في هذا العهد كما شاعت الأقاصيص وكان لاتّصال الشّرق بالغرب يدٌ قويّةٌ في بعذ هذا اللّون من الفنّ الأدبيّ، وقد حرّر ذلك الاتّصالُ شعور الشرقيين وعقليّتهم وطوّر شخصياتهم في عالميّ الفكر والاجتماع، وأخذ يُتي ثماره في النّصف الثّاني من القرن التّاسع عشر. وكان للصّحف والمجلّات كما كان للطّباعة فضلٌ جمٌّ في نشر القصص الغربيّ ونشر المحاولات الشّرقيّة الأولى، وهنالك مجلّات أفردت للقصّة باباً خاصّاً «كالجنان» لبطرس البستاني 1870، وقد نشر فيها سليم البستاني كلّ قصّصه وأقاصيصه، و«المقتطف» الّتي ترجمت الرّوايات ووزّعت إحداها وهي «قلب الأسد» على المشتركين الّذين سدّدوا بدل اشتراكهم في يناير (كانون الثّاني) سنة 1887، و«الهلال» وقد اشتهرت بسلسلتها التّاريخية لجرجي زيدان. وهنالك مجلّات كادت تنحصر بمجملها في الفنّ القصّصيّ منها «سلسلة الفكاهات» لنخلة قلفاظ بيروت 1884 و «سلسلة الرّوايات» لمحمد خضر وبشير الحلبي القاهرة 1899 ثمّ 1909، و«مسامرات النّديم» لإبراهيم رمزي وعزّت حلمي القاهرة 1903، و«الّراوي» لطانيوس عبده بيروت 1909 ثمّ 1910. وهكذا ساعدت الصّحافة على نشر القصّة في العالم العربيّ وكانت التّرجمة تساعدها على أداء رسالتها هذه. وقد تُرجم في هذه الفترة عددٌ كبيرٌ من الرّوايات والأقاصيص من مثل «بعد العاصفة» لهنري بوردو نقلها إلى العربية أسعد داغر القاهرة، و«الباريسية الحسناء للكونته داش» ترجمها أديب إسحق بيروت 1884، والفرسان الثلاثة لإلكسندر دوما الأب، ترجمها نجيب الحداد القاهرة 1888، وروكامبول لبونسون دي تيراي ترجمها طانيوس عبده القاهرة 1906 - خمسة أجزاء. إلّا أنّ أكثر هذه القصص المترجمة حافلٌ باللّغة الهزيلة والركاكة، حافل بالتّحريف والمسخ. ومهما يكن من أمر فلأولئك المترجمين فضلٌ كبيرٌ على نهضة القصّة الحديثة في العالم العربيّ.
2. أطوار القصّة في العهد الحديث: [3] كان الطّور الأوّل من أطوار القصّة الحديثة طور ترجمةٍ واقتباسٍ ومحاولة تحرّرٍ من القالب العربيّ القديم، وممّا يمثّل مطلع هذا العهد «حديث عيسى بن هشام» للمويلحي (1858 - 1930)، و«ليالي سطيح» لحافظ إبراهيم، و«ليالي الرّوح الحائر» لمحمد لطفي جمعة. والأسلوب فيها أسلوب المقامات مع جدّة في عرض الحوادث ورسم الصّور والكشف عن الشّخصيّات المصريّة، وتأثّرٌ ظاهرٌ بالثقافة الغربيّة. وكان اللّبنانيّون قد سبقوا المصريّين في هذا المضمار فوضع سليم البستاني (1848 - 1884) عدّة روايات، ووضع غيره رواياتٍ أخرى وقد كانت أكثر تحرّراً من الأسلوب العربيّ القديم وأشدّ تأثّراً بالثّقافة الغربيّة. وكان الطّور الثّاني من أطوار القصّة طور انتهاج للنهج الغربيّ الحديث، وممّا يمثّل مطلع هذا الطّور رواية «زينب» لمحمد حسين هيكل (1888 - 1957) وهي من الآثار الأولى الّتي توافرت لها عناصر القصّة الفنّيّة. وراحت القصّة في تطوّرها السّريع تخطو خطى واسعة وتحاول التّميّ على قوانين الفنّ الصحيح إلّا أنّها لم تبلغ بعد المستوى الرّفيع الّذي تسعى إليه، ولم يراع فيها القاصّ ما هنالك من فرق بين الأقصوصة الّتي هي صفحة من حياة، والرّواية الّتي هي في الأغلب موضوع كامل لحياة أو حيوات تامّة، وقد غلب فيها السّرد على التّحليل ورسم الشّخصيّات.

## المفاهيم المتباينة للنهضة الإسلامية
باعتبار أن نهضة أوروبا قامت بعد الثورة الفرنسية التي غيرت نظام الحكم وكانت ثورة على الكهنوت ديني وسلطة الكنيسة. فذلك مازال يلقي بتأثيره على مفهوم النهضة عموماً والنهضة الإسلامية تبعاً لذلك. فالنهضة تحتاج ثورة على المفاهيم التقليدية والخرافات التي أقحمت في الدين مع توسيع وتضييق مفهوم التقليدية وبالتالي يجب تنقية الدين مما لحق به من عادات وتقاليد ومفاهيم لاإسلامية واختلفت المفاهيم إلى عدة تيارات .:
1. تيار يرى أن النهضة تكون بنشر علوم الإسلام وإحياء العلوم الشرعية كالعقيدة والفقه والقرآن وعلومه والحديث وعلومه واللغة العربية والتزكية وعلم القلوب والرقائق بالإضافة للفقه السياسي والفقه الاقتصادي وفروعها وغيرها من العلوم الشرعية دون التقليل من أهمية العلوم الأخرى لأن النهضة يجب أن تكون شاملة. ولا بد من التعامل مع الواقع ومجابهة حالة الخمول بالعودة بالإسلام إلى أصوله وهضمها بأخذ العلم عن أهل العلم الراسخين فالدين ينقسم لمتغيرات وثوابت فلا يحق لأحد أن يغير ويجدد عن جهل وإلا كان عرضة للضلال والأهواء.
2. تيار يتفق مع التيار السابق بضرورة النهضة العلمية الدينية والدنيوية لكن يتشدد في ضرورة نسف البدع والقضاء على التصوف والتقليل من دورالرقائق الروحية وتقديم النصوص وأعمال السلف والوقوف عندها، ويميل إلى التخلص من المذهبية الفقهية والأخذ من الكتاب والسنة مباشرة فيكفي معرفة الحديث الصحيح والآية وتفاسيرها حسب رأي الأجيال الأولى أولاً لأخذ الحكم مع الوقوف على أحكام السلف دون زيادة. ويُتهم أصحاب هذا التيار بالجمود.
3. تيار يعتقد أصحابه أن النهضة هي عمل فكري وليس من الضروري للمفكر الذي يشتغل بالنهضة أن يدرس الإسلام بشكل ممنهج فهو لا يفتي والقدرات العقلية والثقافة الواسعة للمفكرين كافية ليقوموا بدورهم النهضوي فللعالم دور وللمفكر دور مختلف ومن ثم يكمل بعضهم بعضاً. وهم يرون أن النهضة هي عمل فكري ينتج فكراً يتبناه سياسيون واقتصاديون. وقد ربط البعض من هذا الفريق بين النهضة ومفاهيم التنمية البشرية.
4. تيار يتخذ من التجديد شعاراً وينقسم لتيارات متعددة ماتزال تشترك بدعوتها للتجديد مع توسيع مجالات التحرر من اقوال العلماء والسلف الصالح باعتبار أن علمهم هو اجتهادات غير ملزمة مما يجعلهم عرضة للانحراف والأهواء أحياناً وغالبيتهم يرون أن آراء العلماء والفقهاء بحاجة لمراجعات وعصرنة وبعضهم يدعو للتجديد في أصول الفقه وتجديد علم المقاصد أو دعوات لتجاوز حجية الإجماع والعمل على الاستنباط العقلي الحر لفسح المجال للتجديد حسب متطلبات العصر مع التهاون في شروط الاجتهاد وينادي البعض بتبني مفاهيم الأخوة الإنسانية وحقوق الإنسان ويستدلون بنصوص معينة عليها، وآخرون يرون ضرورة المقاربة بين الأديان والتيارات المتعددة ومنهم من يطالبون مثلاً بإزالة حدود غير مذكورة في القرآن صراحة كحد الزنا والردة ويصل البعض إلى حد نسف السنة وتأويل القرآن باستخدام العقل فقط وهو معنى التدبر في رأيهم